# Lotus 99T
La Lotus 99T è una vettura da Formula 1 progettata da Gérard Ducarouge per la stagione 1987. Dopo che la Renault si era ritirata dalla Formula 1 alla fine del 1986 la Lotus firmò un accordo con la Honda per utilizzare il loro potente motore turbocompresso da 1.500 cc. Come parte dell'accordo la Lotus ingaggiò Satoru Nakajima come compagno di squadra di Ayrton Senna. Sponsor principale divenne la Camel che sostituì la John Player Special.
La Lotus 99T era il primo telaio prodotto da questo Team dotato di sospensioni attive. Il sistema manteneva costante l'altezza del telaio evitando movimenti di rollio o beccheggio anche se aumentava il peso della vettura e toglieva una piccola quantità di potenza al motore. Ducarouge cercò di migliorarne il più possibile le prestazioni passando molte ore nella galleria del vento.
La 99T si dimostrò competitiva e con Ayrton Senna durante la stagione vinse in due gare e ottenne altri sei podi. La vettura era molto efficace sui circuiti lenti e irregolari come quelli di Monaco e Detroit, dove Senna si aggiudicò il primo posto. Con questi risultati sia Senna che la Lotus chiusero la stagione conquistando il terzo posto in campionato. Senna concluse la stagione con la vittoria nel Gran Premio degli Stati Uniti per poi passare alla McLaren nella stagione successiva.
La 99T fu aggiornata nel 1988 come Lotus 100T. La vettura era, dal punto di vista tecnico, immutata tranne che per la sezione anteriore che era stata riprogettata. Inoltre il passo era stato allungato e la sezione posteriore era ora più rigida.

## Risultati
| Anno | Team  | Motore               | Gomme | Piloti          |     |   |     |    |     |    |   |     |     |    |    |   |   |     |   |     | Punti | Pos. |
| ---- | ----- | -------------------- | ----- | --------------- | --- | - | --- | -- | --- | -- | - | --- | --- | -- | -- | - | - | --- | - | --- | ----- | ---- |
| 1987 | Lotus | Honda RA166E 1.5 V6T | G     | Satoru Nakajima | 7   | 6 | 5   | 10 | Rit | NC | 4 | Rit | Rit | 13 | 11 | 8 | 9 | Rit | 6 | Rit | 64    | 3º   |
| 1987 | Lotus | Honda RA166E 1.5 V6T | G     | Ayrton Senna    | Rit | 2 | Rit | 1  | 1   | 4  | 3 | 3   | 2   | 5  | 2  | 7 | 5 | Rit | 2 | SQ  | 64    | 3º   |

## La 99T nei media
- In ambito videoludico, la Lotus 99T compare nel simulatore di guida Gran Turismo 3 (dove viene denominata F687/S).